# Italie aux Jeux olympiques d'hiver de 2014
L'Italie participe aux Jeux olympiques d'hiver de 2014 à Sotchi en Russie du 7 au 23 février 2014. Il s'agit de sa vingt-deuxième participation à des Jeux d'hiver en autant d'édition. Le porte-drapeau de la délégation est le lugeur Armin Zöggeler.

## Cérémonies d'ouverture et de clôture
Comme cela est de coutume, la Grèce, berceau des Jeux olympiques, ouvre le défilé des nations, tandis que la Russie, en tant que pays organisateur, ferme la marche. Les autres pays défilent dans l'ordre alphabétique de la langue de la nation organisatrice, en l'occurrence le russe,.

## Liste des médaillés
| Sport                  | Discipline                 | Athlète(s)                                                    | Date       |
| Médaille d'argent : 2  |                            |                                                               |            |
| Ski Alpin              | Descente hommes            | Christof Innerhofer                                           | 9 février  |
| Short-track            | 500 mètres femmes          | Arianna Fontana                                               | 13 février |
| Médaille de Bronze : 6 |                            |                                                               |            |
| Luge                   | Simple hommes              | Armin Zöggeler                                                | 9 février  |
| Ski Alpin              | Super combiné hommes       | Christof Innerhofer                                           | 14 février |
| Short-track            | 1 500 mètres femmes        | Arianna Fontana                                               | 15 février |
| Short-track            | Relais 3 000 mètres femmes | Arianna Fontana Lucia Peretti Martina Valcepina Elena Viviani | 18 février |
| Biathlon               | Relais mixte               | Dorothea Wierer Karin Oberhofer Dominik Windisch Lukas Hofer  | 19 février |
| Patinage artistique    | Femmes                     | Carolina Kostner                                              | 20 février |

| Sport               | Médaille d'or, Jeux olympiques | Médaille d'argent, Jeux olympiques | Médaille de bronze, Jeux olympiques | Total |
| ------------------- | ------------------------------ | ---------------------------------- | ----------------------------------- | ----- |
| Short-track         | 0                              | 1                                  | 2                                   | 3     |
| Ski alpin           | 0                              | 1                                  | 1                                   | 2     |
| Biathlon            | 0                              | 0                                  | 1                                   | 1     |
| Luge                | 0                              | 0                                  | 1                                   | 1     |
| Patinage artistique | 0                              | 0                                  | 1                                   | 1     |
| Total               | 0                              | 2                                  | 6                                   | 8     |

## Biathlon
L'Italie a obtenu dix places (cinq pour les hommes et cinq pour les femmes) grâce aux performances aux Championnats du monde de biathlon 2012 et 2013.
Hommes
| Athlète              | Épreuve         | Temps         | Pénalité          | Rang |
| -------------------- | --------------- | ------------- | ----------------- | ---- |
| Christian De Lorenzi | Sprint          | 26 min 25 s 4 | 2 (1 + 1)         | 47e  |
| Christian De Lorenzi | Poursuite       | 36 min 58 s 2 | 2 (1 + 1 + 0 + 0) | 42e  |
| Christian De Lorenzi | 20km individuel | 18 min 31 s 3 | 2 (1+0+0+1)       | 31e  |
| Lukas Hofer          | Sprint          | 25 min 08 s 8 | 1 (0 + 1)         | 12e  |
| Lukas Hofer          | Poursuite       | 34 min 53 s 1 | 2 (1 + 0 + 0 + 1) | 17e  |
| Lukas Hofer          | 20km individuel | 18 min 06 s 0 | 2 (0+1+0+1)       | 14e  |
| Daniel Taschler      |                 |               |                   |      |
| Dominik Windisch     | Sprint          | 25 min 07 s 6 | 1 (1 + 0)         | 11e  |
| Dominik Windisch     | Poursuite       | 35 min 40 s 0 | 4 (1 + 0 + 2 + 1) | 25e  |
| Dominik Windisch     | 20km individuel | 18 min 28 s 3 | 6 (1+1+1+3)       | 65e  |
| Markus Windisch      | Sprint          | 28 min 14 s 4 | 2 (1 + 1)         | 81e  |
| Markus Windisch      | 20km individuel | 18 min 39 s 0 | 4 (0+2+1+1)       | 71e  |

Femmes
| Athlète            | Épreuve         | Temps            | Pénalité         | Rang             |
| ------------------ | --------------- | ---------------- | ---------------- | ---------------- |
| Nicole Gontier     | Sprint          | 23 min 26 s 3    | 4 (1 + 3)        | 54e              |
| Nicole Gontier     | Poursuite       | 34 min 37 s 5    | 6 (2+2+0+2)      | 49e              |
| Nicole Gontier     | 15km individuel |                  |                  |                  |
| Karin Oberhofer    | Sprint          | 21 min 34 s 7    | 0 (0 + 0)        | 4e               |
| Karin Oberhofer    | Poursuite       | 30 min 37 s 8    | 1 (0+0+1+0)      | 8e               |
| Karin Oberhofer    | 15km individuel |                  |                  |                  |
| Michela Ponza      | Sprint          | 22 min 47 s 0    | 0 (0 + 0)        | 38e              |
| Michela Ponza      | Poursuite       | 34 min 36 s 4    | 3 (1+1+0+1)      | 48e              |
| Alexia Runggaldier | Sprint          | 21 min 37 s 4    | 0 (0 + 0)        | 6e               |
| Alexia Runggaldier | 15km individuel |                  |                  |                  |
| Dorothea Wierer    | Poursuite       | 31 min 03 s 2    | 2 (0+0+2+0)      | 17e              |
| Dorothea Wierer    | 15km individuel | n'a pas commencé | n'a pas commencé | n'a pas commencé |

Mixte
| Athlète                                                      | Épreuve | Temps             | Pénalité | Rang |
| ------------------------------------------------------------ | ------- | ----------------- | -------- | ---- |
| Dorothea Wierer Karin Oberhofer Dominik Windisch Lukas Hofer | Relais  | 1 h 15 min 10 s 2 | (0 + 6)  | 3e   |

## Bobsleigh
| Athlètes                                                        | Épreuves     | Course 1 | Course 1 | Course 2 | Course 2 | Course 3 | Course 3 | Course 4 | Course 4 | Total  | Total |
| Athlètes                                                        | Épreuves     | Points   | Rang     | Points   | Rang     | Points   | Rang     | Points   | Rang     | Points | Rang  |
| --------------------------------------------------------------- | ------------ | -------- | -------- | -------- | -------- | -------- | -------- | -------- | -------- | ------ | ----- |
| Simone Bertazzo Francesco Costa                                 | Bob à deux   |          |          |          |          |          |          |          |          |        |       |
| Simone Bertazzo Francesco Costa Simone Fontana William Frullani | Bob à quatre |          |          |          |          |          |          |          |          |        |       |

## Combiné nordique
| Athlètes           | Épreuves                | Saut à ski | Saut à ski | Saut à ski | Ski de fond   | Ski de fond    | Total         | Total |
| Athlètes           | Épreuves                | Distance   | Points     | Rang       | Temps         | Écart          | Temps         | Rang  |
| ------------------ | ----------------------- | ---------- | ---------- | ---------- | ------------- | -------------- | ------------- | ----- |
| Armin Bauer        | Individuel normal 10 km | 107,3 m    | 55,0       | 35e        | 23 min 19 s 7 | + 1 min 06 s 5 | 23 min 19 s 7 | 14e   |
| Samuel Costa       | Individuel normal 10 km | 106,1 m    | 52,0       | 40e        | 24 min 31 s 2 | + 2 min 23 s 0 | 24 min 31 s 2 | 30e   |
| Giuseppe Michielli | Individuel normal 10 km |            |            |            |               |                |               |       |
| Alessandro Pittin  | Individuel normal 10 km | 113,4 m    | 59,0       | 25e        | 22 min 47 s 5 | + 9 s 3        | 22 min 47 s 5 | 4e    |
| Lukas Runggaldier  | Individuel normal 10 km | 115,7 m    | 64,0       | 21e        | 23 min 06 s 9 | + 19 s 7       | 23 min 06 s 9 | 7e    |

## Luge
Hommes
| Athlètes                           | Épreuves      | Course 1 | Course 1 | Course 2       | Course 2 | Course 3       | Course 3 | Course 4       | Course 4 | Total          | Total |
| Athlètes                           | Épreuves      | Temps    | Rang     | Temps          | Rang     | Temps          | Rang     | Temps          | Rang     | Temps          | Rang  |
| ---------------------------------- | ------------- | -------- | -------- | -------------- | -------- | -------------- | -------- | -------------- | -------- | -------------- | ----- |
| Dominik Fischnaller                | Simple hommes | 52 s 729 | 9e       | 1 min 45 s 269 | 8e       | 2 min 37 s 276 | 6e       | 3 min 29 s 479 | 6e       | 3 min 29 s 479 | 6e    |
| Emanuel Rieder                     | Simple hommes | 52 s 981 | 17e      | 1 min 45 s 856 | 17e      | 2 min 38 s 434 | 18e      | 3 min 30 s 945 | 19e      | 3 min 30 s 945 | 19e   |
| Armin Zöggeler                     | Simple hommes | 52 s 506 | 3e       | 1 min 44 s 893 | 3e       | 2 min 36 s 803 | 3e       | 3 min 28 s 797 | 3e       | 3 min 28 s 797 | 3e    |
| Patrick Gruber Christian Oberstolz | Double hommes | 49 s 976 | 7e       | 50 s 043       | 8e       | NC             | NC       | NC             | NC       | 1 min 40 s 019 | 6e    |
| Patrick Rastner Ludwig Rieder      | Double hommes | 50 s 064 | 8e       | 49 s 975       | 5e       | NC             | NC       | NC             | NC       | 1 min 40 s 039 | 7e    |

Femmes
| Athlètes          | Épreuves      | Course 1 | Course 1 | Course 2 | Course 2 | Course 3 | Course 3 | Course 4 | Course 4 | Total          | Total |
| Athlètes          | Épreuves      | Temps    | Rang     | Temps    | Rang     | Temps    | Rang     | Temps    | Rang     | Temps          | Rang  |
| ----------------- | ------------- | -------- | -------- | -------- | -------- | -------- | -------- | -------- | -------- | -------------- | ----- |
| Sandra Gasparini  | Simple femmes | 51 s 032 | 14e      | 50 s 803 | 14e      | 50 s 959 | 14e      | 50 s 962 | 15e      | 3 min 23 s 756 | 14e   |
| Sandra Robatscher | Simple femmes | 51 s 589 | 23e      | 50 s 981 | 17e      | 51 s 678 | 23e      | 51 s 258 | 19e      | 3 min 25 s 506 | 22e   |
| Andrea Vötter     | Simple femmes | 50 s 937 | 12e      | 51 s 592 | 27e      | 51 s 240 | 20e      | 51 s 290 | 20e      | 3 min 25 s 059 | 19e   |

Relais par équipe
| Athlètes                                                           | Épreuves          | Simple femmes | Simple femmes | Simple hommes | Simple hommes | Double   | Double | Total          | Total |
| Athlètes                                                           | Épreuves          | Temps         | Rang          | Temps         | Rang          | Temps    | Rang   | Temps          | Rang  |
| ------------------------------------------------------------------ | ----------------- | ------------- | ------------- | ------------- | ------------- | -------- | ------ | -------------- | ----- |
| Sandra Gasparini Armin Zoggeler Christian Oberstolz Patrick Gruber | Relais par équipe | 54 s 823      | 6e            | 56 s 039      | 3e            | 56 s 558 | 6e     | 2 min 47 s 420 | 5e    |

## Patinage de vitesse
| Athlète           | Épreuves     | Finale        | Finale |
| Athlète           | Épreuves     | Temps         | Rang   |
| ----------------- | ------------ | ------------- | ------ |
| Matteo Anesi      | 1 500 mètres |               |        |
| David Bosa        | 500 mètres   | 71 s 28       | 31e    |
| Andrea Giovannini | 5 000 mètres | 6 min 30 s 84 | 17e    |
| Mirko Nensi       | 500 mètres   | 71 s 07       | 28e    |

| Athlète                | Épreuves     | Finale        | Finale |
| Athlète                | Épreuves     | Temps         | Rang   |
| ---------------------- | ------------ | ------------- | ------ |
| Yvonne Daldossi        | 500 mètres   | 39 s 34       | 30e    |
| Francesca Lollobrigida | 3 000 mètres | 4 min 16 s 52 | 23e    |

## Short-track
| Athlète         | Épreuves            | Qualifications | Qualifications | Demi-Finale    | Demi-Finale   | Finale | Finale |
| Athlète         | Épreuves            | Temps          | Rang           | Temps          | Rang          | Temps  | Rang   |
| --------------- | ------------------- | -------------- | -------------- | -------------- | ------------- | ------ | ------ |
| Yuri Confortola | 1 500 mètres        | 2 min 14 s 143 | 2e             | 2 min 19 s 086 | 14e (éliminé) | -      | -      |
| Tommaso Dotti   | 1 500 mètres        | 2 min 17 s 300 | 27e (éliminé)  | -              | -             | -      | -      |
| Anthony Lobello | Relais 5 000 mètres |                |                |                |               |        |        |
| Nicola Rodigari | Relais 5 000 mètres |                |                |                |               |        |        |
| Davide Viscardi | Relais 5 000 mètres |                |                |                |               |        |        |

| Athlète                                                       | Épreuves            | Qualifications | Qualifications | Quart Finale | Quart Finale | Demi-Finale    | Demi-Finale | Finale         | Finale |
| Athlète                                                       | Épreuves            | Temps          | Rang           | Temps        | Rang         | Temps          | Rang        | Temps          | Rang   |
| ------------------------------------------------------------- | ------------------- | -------------- | -------------- | ------------ | ------------ | -------------- | ----------- | -------------- | ------ |
| Arianna Fontana                                               | 500 mètres          | 43 s 568       | 1re            | 43 s 405     | 1re          | 43 s 624       | 2e          | 51 s 250       | 2e     |
| Arianna Fontana                                               | 1 500 mètres        | 2 min 29 s 645 | 1re            |              |              | 2 min 19 s 336 | 1re         | 2 min 19 s 416 | 3e     |
| Martina Valcepina                                             | 500 mètres          | 44.493         | 20e            | NQ           | NQ           | NQ             | NQ          | NQ             | NQ     |
| Martina Valcepina                                             | 1 500 mètres        |                |                |              |              |                |             |                |        |
| Elena Viviani                                                 | 500 mètres          | 44.623         | 26e            | NQ           | NQ           | NQ             | NQ          | NQ             | NQ     |
| Lucia Peretti                                                 | 1 500 mètres        |                |                |              |              |                |             |                |        |
| Arianna Fontana Lucia Peretti Martina Valcepina Elena Viviani | Relais 3 000 mètres | NC             | NC             | NC           | NC           | NC             | NC          | 4:14.014       | 3e     |

## Saut à ski
| Athlète             | Épreuve | Qualification | Qualification | Qualification | Première manche | Première manche | Première manche | Manche finale | Manche finale | Manche finale |
| Athlète             | Épreuve | Distance      | Points        | Rang          | Distance        | Points          | Rang            | Distance      | Points        | Rang          |
| ------------------- | ------- | ------------- | ------------- | ------------- | --------------- | --------------- | --------------- | ------------- | ------------- | ------------- |
| Davide Bresadola    | NH 105  | 90,5 m        | 104,3         | 38e           | DSQ             | DSQ             | DSQ             | –             | –             | –             |
| Sebastian Colloredo | NH 105  | 97,0 m        | 116,9         | 11e           | 97,0 m          | 118,9           | 29e             | 118,9 m       | 232,6         | 28e           |
| Roberto Dellasega   | NH 105  | 89,5 m        | 98,4          | 43e           | –               | –               | –               | –             | –             | –             |
| Evelyn Insam        | HS 105  | NC            | NC            | NC            | 98.5            | 120.5           | 4e              | 99.0          | 242.2         | 5e            |
| Elena Runggaldier   | HS 105  | NC            | NC            | NC            | 85.0            | 86.2            | 29e             | 88.0          | 179.6         | 29e           |

## Skeleton
| Athlètes       | Épreuves | Course 1 | Course 1 | Course 2 | Course 2 | Course 3 | Course 3 | Course 4 | Course 4 | Total | Total |
| Athlètes       | Épreuves | Temps    | Rang     | Temps    | Rang     | Temps    | Rang     | Temps    | Rang     | Temps | Rang  |
| -------------- | -------- | -------- | -------- | -------- | -------- | -------- | -------- | -------- | -------- | ----- | ----- |
| Maurizio Oioli | Hommes   | 57 s 69  | 16e      | 57 s 27  | 17e      |          |          |          |          |       |       |

## Ski acrobatique
| Athlète         | Épreuves      | Qualification | Qualification | Qualification | Qualification | Qualification | Qualification | Qualification | Qualification | Finale   | Finale   | Finale   | Finale   | Finale   | Finale   | Finale   | Finale   | Finale   | Finale   | Finale   | Finale   |
| Athlète         | Épreuves      | Course 1      | Course 1      | Course 1      | Course 1      | Course 2      | Course 2      | Course 2      | Course 2      | Finale 1 | Finale 1 | Finale 1 | Finale 1 | Finale 2 | Finale 2 | Finale 2 | Finale 2 | Finale 3 | Finale 3 | Finale 3 | Finale 3 |
| Athlète         | Épreuves      | Temps         | Points        | Total         | Rang          | Temps         | Points        | Total         | Rang          | Temps    | Points   | Total    | Rang     | Temps    | Points   | Total    | Rang     | Temps    | Points   | Total    | Rang     |
| --------------- | ------------- | ------------- | ------------- | ------------- | ------------- | ------------- | ------------- | ------------- | ------------- | -------- | -------- | -------- | -------- | -------- | -------- | -------- | -------- | -------- | -------- | -------- | -------- |
| Giacomo Matiz   | Bosses hommes | 5 s 51        | 68.70         | 20.61         | 14e           | 5 s 44        | 63.66         | 19.10         | 11e (éliminé) | 21e      | 21e      | 21e      | 21e      | 21e      | 21e      | 21e      | 21e      | 21e      | 21e      | 21e      | 21e      |
| Deborah Scanzio | Bosses femmes | 5 s 82        | 66.73         | 20.02         | 13e           | 5 s 63        | 70.03         | 21.01         | 2e            | 6 s 07   | 67.06    | 20.12    | 12e      | 6 s 21   | 66.90    | 20.07    | 11e      | -        | -        | -        | -        |

| Athlète         | Épreuves          | Qualification | Qualification | Qualification | Qualification | Finale   | Finale   | Finale   | Finale |
| Athlète         | Épreuves          | Course 1      | Course 2      | Meilleur      | Rang          | Course 1 | Course 2 | Meilleur | Rang   |
| --------------- | ----------------- | ------------- | ------------- | ------------- | ------------- | -------- | -------- | -------- | ------ |
| Markus Eder     | Slopestyle hommes | 11.80         | 79.00         | 79.00         | 15e           | NQ       | NQ       | NQ       | NQ     |
| Silvia Bertagna | Slopestyle femmes | 70.60         | 11.80         | 70.60         | 12e           | 69.60    | 21.80    | 69.60    | 8e     |

## Ski alpin
| Athlète             | Épreuves      | Course 1      | Course 1 | Course 2        | Course 2        | Total                    | Total           |
| Athlète             | Épreuves      | Temps         | Rang     | Temps           | Rang            | Temps                    | Rang            |
| ------------------- | ------------- | ------------- | -------- | --------------- | --------------- | ------------------------ | --------------- |
| Luca De Aliprandini |               |               |          |                 |                 |                          |                 |
| Peter Fill          | Descente      | NC            | NC       | NC              | NC              | 2 min 06 s 72            | 7e              |
| Peter Fill          | Super combiné | 1 min 54 s 98 | 16e      | n'a pas terminé | n'a pas terminé | n'a pas terminé          | n'a pas terminé |
| Stefano Gross       |               |               |          |                 |                 |                          |                 |
| Werner Heel         | Descente      | NC            | NC       | NC              | NC              | 2 min 07 s 16            | 12e             |
| Christof Innerhofer | Descente      | NC            | NC       | NC              | NC              | 2 min 06 s 29            | 2e              |
| Christof Innerhofer | Super combiné | 1 min 54 s 30 | 8e       | 51 s 37         | 3e              | 2 min 45 s 67            | 3e              |
| Manfred Moelgg      |               |               |          |                 |                 |                          |                 |
| Roberto Nani        |               |               |          |                 |                 |                          |                 |
| Dominik Paris       | Descente      | NC            | NC       | NC              | NC              | 2 min 07 s 13 (+ 0 s 90) | 11e             |
| Dominik Paris       | Super combiné | 1 min 54 s 46 | 10e      | 54 s 99         | 22e             | 2 min 49 s 45            | 18e             |
| Giuliano Razzoli    |               |               |          |                 |                 |                          |                 |
| Davide Simoncelli   |               |               |          |                 |                 |                          |                 |

| Athlète             | Épreuves      | Course 1                 | Course 1    | Course 2           | Course 2        | Total                   | Total           |
| Athlète             | Épreuves      | Temps                    | Rang        | Temps              | Rang            | Temps                   | Rang            |
| ------------------- | ------------- | ------------------------ | ----------- | ------------------ | --------------- | ----------------------- | --------------- |
| Federica Brignone   | Super combiné | 1 min 45 s 68 (+ 3 s 00) | 22e         | 51 s 94 (+ 1 s 84) | 9e              | 2 min 37 s 62 (+ 3s 00) | 11e             |
| Chiara Costazza     | remplaçante   | remplaçante              | remplaçante | remplaçante        | remplaçante     | remplaçante             | remplaçante     |
| Elena Fanchini      | Super combiné | 1 min 44 s 45 (+ 1 s 77) | 14e         | non partante       | non partante    | non partante            | non partante    |
| Elena Fanchini      | Descente      | NC                       | NC          | NC                 | NC              | 1 min 42 s 70           | 12e             |
| Nadia Fanchini      | Descente      | NC                       | NC          | NC                 | NC              | 1 min 43 s 48           | 22e             |
| Denise Karbon       | remplaçante   | remplaçante              | remplaçante | remplaçante        | remplaçante     | remplaçante             | remplaçante     |
| Francesca Marsaglia | Super combiné | 1 min 43 s 96 (+ 1 s 28) | 9e          | n'a pas terminé    | n'a pas terminé | n'a pas terminé         | n'a pas terminé |
| Daniela Merighetti  | Super combiné | 1 min 44 s 64 (+ 1 s 96) | 15e         | non partante       | non partante    | non partante            | non partante    |
| Daniela Merighetti  | Descente      | NC                       | NC          | NC                 | NC              | 1 min 41 s 84           | 4e              |
| Verena Stuffer      | Descente      | NC                       | NC          | NC                 | NC              | 1 min 42 s 75           | 14e             |

## Ski de fond
Distance
Hommes
| Athlète              | Épreuve         | Classique     | Classique | Libre             | Libre | Total             | Total          | Total |
| Athlète              | Épreuve         | Temps         | Rang      | Temps             | Rang  | Temps             | Retard         | Rang  |
| -------------------- | --------------- | ------------- | --------- | ----------------- | ----- | ----------------- | -------------- | ----- |
| Roland Clara         | 30 km skiathlon | 37 min 52 s 0 | 38e       | 1 h 10 min 56 s 3 | 30e   | 1 h 10 min 56 s 3 | + 2 min 40 s 9 | 30e   |
| Francesco De Fabiani | 30 km skiathlon | 37 min 11 s 1 | 22e       | 1 h 10 min 10 s 7 | 22e   | 1 h 10 min 10 s 7 | + 1 min 55 s 3 | 22e   |
| Francesco De Fabiani | 15 km classique | NC            | NC        | NC                | NC    | 14:11:00          | +2 min 31 s 1  | 30e   |
| Giorgio Di Centa     | 30 km skiathlon | 36 min 32 s 6 | 5e        | 1 h 08 min 43 s 7 | 12e   | 1 h 08 min 43 s 7 | + 28 s 3       | 12e   |
| Fabio Pasini         | 15 km classique | NC            | NC        | NC                | NC    | 42 min 42 s 3     | + 4 min 12 s 6 | 48e   |
| Mattia Pellegrin     | 15 km classique | NC            | NC        | NC                | NC    | 41 min 20 s 1     | +2 min 50 s 4  | 36e   |
| Dietmar Noeckler     | 15 km classique | NC            | NC        | NC                | NC    | 41 min 11 s 9     | +2 min 42 s 2  | 32e   |

Femmes
| Athlète                     | Épreuve         | Classique     | Classique | Libre         | Libre | Total         | Total          | Total |
| Athlète                     | Épreuve         | Temps         | Rang      | Temps         | Rang  | Temps         | Retard         | Rang  |
| --------------------------- | --------------- | ------------- | --------- | ------------- | ----- | ------------- | -------------- | ----- |
| Debora Agreiter             | 15 km skiathlon | 20 min 59 s 9 | 40e       | 41 min 04 s 8 | 30e   | 41 min 04 s 8 | + 2 min 31 s 2 | 30e   |
| Elisa Brocard               | 15 km skiathlon | 20 min 54 s 6 | 34e       | 41 min 12 s 6 | 32e   | 41 min 12 s 6 | + 2 min 39 s 0 | 32e   |
| Elisa Brocard               | 10 km classique | NC            | NC        | NC            | NC    | 31 min 28 s 0 | + 3 min 10 s 2 | 40e   |
| Virginia De Martin Topranin | 15 km skiathlon | 20 min 57 s 8 | 37e       | 42 min 17 s 6 | 32e   | 42 min 17 s 6 | + 3 min 44 s 0 | 44e   |
| Marina Piller               | 15 km skiathlon | 20 min 37 s 9 | 26e       | 40 min 14 s 0 | 16e   | 40 min 14 s 0 | + 1 min 40 s 4 | 16e   |
| Marina Piller               | 10 km classique | NC            | NC        | NC            | NC    | 31 min 07 s 6 | + 2 min 49 s 8 | 31e   |

Sprint
Hommes
| Athlète             | Épreuve | Qualification | Qualification | Quart de finale | Quart de finale | Demi-finale   | Demi-finale | Finale | Finale |
| Athlète             | Épreuve | Temps         | Rang          | Temps           | Rang            | Temps         | Rang        | Temps  | Rang   |
| ------------------- | ------- | ------------- | ------------- | --------------- | --------------- | ------------- | ----------- | ------ | ------ |
| David Hofer         | Sprint  | 3 min 35 s 68 | 18e           | 3 min 44 s 87   | 3e              | NQ            | NQ          | NQ     | 15e    |
| Enrico Nizzi        | Sprint  | 3 min 40 s 89 | 44e           | NQ              | NQ              | NQ            | NQ          | NQ     | NQ     |
| Dietmar Noeckler    | Sprint  | 3 min 40 s 27 | 37e           | NQ              | NQ              | NQ            | NQ          | NQ     | NQ     |
| Federico Pellegrino | Sprint  | 3 min 30 s 38 | 3e            | 3 min 43 s 97   | 1er             | 3 min 55 s 99 | 6e          | NQ     | 11e    |

Femmes
| Athlète           | Épreuve | Qualification | Qualification | Quart de finale | Quart de finale | Demi-finale   | Demi-finale | Finale | Finale |
| Athlète           | Épreuve | Temps         | Rang          | Temps           | Rang            | Temps         | Rang        | Temps  | Rang   |
| ----------------- | ------- | ------------- | ------------- | --------------- | --------------- | ------------- | ----------- | ------ | ------ |
| Ilaria Debertolis | Sprint  | 2 min 40 s 29 | 32e           | NQ              | NQ              | NQ            | NQ          | NQ     | NQ     |
| Greta Laurent     | Sprint  | 2 min 36 s 30 | 16e           | 2 min 52 s 07   | 6e              | NQ            | NQ          | NQ     | 26e    |
| Gaia Vuerich      | Sprint  | 2 min 35 s 81 | 13e           | 2 min 35 s 65   | 3e(*)           | 2 min 36 s 87 | 3e          | NQ     | 7e     |

(*) Repêché au temps.

## Snowboard
| Athlète            | Épreuves                | Qualification | Qualification | 1/8e finale | 1/8e finale | 1/4 finale | 1/4 finale | Demi-finale | Demi-finale | Finale | Finale |
| Athlète            | Épreuves                | Temps         | Rang          | Temps       | Rang        | Temps      | Rang       | Temps       | Rang        | Temps  | Rang   |
| ------------------ | ----------------------- | ------------- | ------------- | ----------- | ----------- | ---------- | ---------- | ----------- | ----------- | ------ | ------ |
| Meinhard Erlacher  | Slalom parallèle hommes |               |               |             |             |            |            |             |             |        |        |
| Roland Fischnaller | Slalom parallèle hommes |               |               |             |             |            |            |             |             |        |        |
| Aaron March        | Slalom parallèle hommes |               |               |             |             |            |            |             |             |        |        |
| Christoph Mick     | Slalom parallèle hommes |               |               |             |             |            |            |             |             |        |        |
| Corinna Boccacini  | Slalom parallèle femmes |               |               |             |             |            |            |             |             |        |        |
| Nadya Ochner       | Slalom parallèle femmes |               |               |             |             |            |            |             |             |        |        |

| Athlète            | Épreuves               | Qualification | Qualification | Qualification | Qualification | Finale   | Finale   | Finale   | Finale |
| Athlète            | Épreuves               | Course 1      | Course 2      | Meilleur      | Rang          | Course 1 | Course 2 | Meilleur | Rang   |
| ------------------ | ---------------------- | ------------- | ------------- | ------------- | ------------- | -------- | -------- | -------- | ------ |
| Tommaso Leoni      | Snowboard cross hommes |               |               |               |               |          |          |          |        |
| Luca Matteotti     | Snowboard cross hommes |               |               |               |               |          |          |          |        |
| Emanuel Perathoner | Snowboard cross hommes |               |               |               |               |          |          |          |        |
| Omar Visintin      | Snowboard cross hommes |               |               |               |               |          |          |          |        |
| Raffaella Brutto   | Snowboard cross femmes |               |               |               |               |          |          |          |        |
| Michela Moioli     | Snowboard cross femmes |               |               |               |               |          |          |          |        |